# Iglesia de San Esteban (Cuéllar)
La iglesia de San Esteban de Cuéllar es un templo católico localizado en la villa de Cuéllar, provincia de Segovia, en la comunidad autónoma de Castilla y León. De estilo mudéjar, fue construida probablemente en el siglo XII, aunque la primera noticia documentada pertenece al año 1247. Está situada extramuros de la ciudadela, pues la muralla cerraba frente a ella.
Fue sede de la Cofradía de la Cruz de los Caballeros Hijosdalgo, institución que de manera religiosa agrupaba a los hidalgos de la Comunidad de Villa y Tierra de Cuéllar.

## Exterior
Está construida en mampostería enfoscada y en ladrillo. Tiene tres naves y cinco tramos. La nave central es muy ancha, mientras que las laterales son mucho más reducidas. La nave central se cubrió con un artesonado mudéjar que fue sustituido en el siglo XVIII por una bóveda con yeserías.
Lo más importante de la iglesia es la capilla mayor, en un ábside semicircular al interior y poligonal al exterior, adornado con dos arquerías ciegas dobladas, de medio punto. Más arriba hay una banda con huecos rectangulares ciegos, sobre ellos, decoración de dos bandas de esquinillas y como terminación, otra de huecos ciegos rectangulares.
La torre es cuadrada, construida en mampostería y está ubicada sobre el tramo norte de la iglesia. Presenta ventanas de arco de medio punto de ladrillo. Termina en una terraza plana. La portada que da acceso a la nave sur está decorada con cinco arquivoltas enmarcadas con un alfiz.

## Interior

### Retablos
- Retablo del altar mayor.

Su retablo mayor, de estilo neoclásico con ornamentación rococó, contiene en su hornacina central superior la imagen de San Esteban, y a ambos lados las de San Lorenzo y San Geroncio. En la hornacina central inferior se localiza el popular Niño Jesús de la Bola, de gran tradición en la Villa.
- Retablo de Santa Lucía.

A la derecha de la puerta de entrada se localiza un pequeño retablo de tabla dedicado a la Virgen, que es conocido como de Santa Lucía, cuya talla alberga en su hornacina. Bordeando la mesa de altar, a la romana, aparece una inscripción eludiendo a la dotación del retablo, que dice: “Este retablo dejaron hecho de talla los honrados Francisco Gómez y Lucía de Herrera, su mujer. Hízole pintar Juan Gómez de Herrera, su hijo, el año de 1546”. En el primer piso aparecen dos tablas que representan el milagro de la Misa de San Gregorio y la Tentación de San Agustín. Las tablas de la parte superior reproducen escenas de la vida de la Virgen: a la izquierda aparece representado el encuentro de San Joaquín y Santa Ana, y la Presentación de la Virgen en el templo, mientras que en lado derecho aparecen el Nacimiento de la Virgen y los Desposorios. Coronando el conjunto, ocupa lugar preferente una tabla representando la Asunción de Nuestra Señora.
La única hornacina del conjunto alberga una talla gótica, a la que se mutilaron las piernas en el siglo XVIII para revestirla con ropajes de la época. Se trata de Santa Lucía, procede de la iglesia de Santiago y actualmente es conocida bajo la advocación de Nuestra Señora de los Inocentes. Rematan el conjunto dos escudos de madera policromada: en la parte superior uno con las armas de los Duques de Alburquerque, y a la derecha otro de menor tamaño con las armas de Herrera. Debería contemplarse a la izquierda otro de iguales características perteneciente al apellido Gómez, que se encuentra desaparecido en la actualidad. Detrás de este retablo se ha localizado durante la restauración del templo un amplio fresco mural que ha sido recuperado.

### Sepulcros gótico-mudéjares
En el presbiterio hay cuatro sepulcros gótico-mudéjares del siglo XV, dos a cada lado, decorados con yeserías de arabescos mudéjares, y pertenecen a la familia Hinestrosa, un clan perteneciente a la pequeña nobleza cuellarana, que descendía de los Señores de Henestrosa por una parte, y por la otra, tras línea ilegítima, de Alfonso IX de León.

## Yacimiento arqueológico
Al iniciar su restauración en 2007 se llevaron a cabo excavaciones arqueológicas tanto en el interior del templo como en el recinto exterior, que dieron como fruto la localización de una vivienda perteneciente a la segunda Edad del Hierro, así como gran parte de la necrópolis parroquial, con tres fases ininterrumpidas de utilización, que abarca desde el siglo X hasta el XVIII.